# Крех китайський
Крех китайський (Mergus squamatus) — вид водоплавних птахів родини качкових (Anatidae).

## Поширення
Крех китайський зустрічається на Далекому Сході Росії і в Північно-Східному Китаї. Зимує в Південно-Східній Азії, в основному, в південному Китаї.

### Чисельність популяції
Сучасна чисельність світової популяції становить 1200—1500 гніздових пар, з яких 200—250 пар гніздиться в Китаї. Чисельність виду в  Приморському краї не перевищує 1000 пар, Хабаровському краї — 100 пар. Всі оцінки чисельності приблизні.

## Опис
Довжина птаха 52-62 см, довжина крила 23-26 см, розмах крил 78 см, вага 0,9-1,3 кг. Самиці забарвлені менше яскраво ніж самці в шлюбний період. У них лише однакові червоні ноги, сіро-білі очі і помаранчеві вузькі дзьоби. На голові красуються чубчики з довгих пір'їн, у самки він рудий, у самця темно-сірий. З боків тіла селезня — лускатий, яскраво виражений візерунок. Голова і спина чорного кольору, груди і шия білого. У самиці теж є такий візерунок, але він менш виражений. Голова і шия у неї рудо-коричневого кольору, все інше тіло сірого кольору. Взимку і восени після линяння лускатий візерунок відсутній як у самця, так і у самки.

## Спосіб життя
Населяє багаті рибою гірські і швидкоплинні річки з долинними лісами по берегах. Гнізда влаштовує в дуплах дерев, охоче заселяє штучні гнізда. Характерна полігінія (самки чисельно переважають) і гніздовий консерватизм. Статевої зрілості досягає на 3 році життя. Самці не беруть участі у виведенні потомства, покидаючи гніздові ділянки з початком періоду насиджування. Повна кладка досягає 14 яєць, в середньому — 11. Відхід на стадії насиджування 0,6 %. У разі повної втрати першої кладки можлива повторна. Найбільший відхід (до 4,5 %) припадає на перші дні гніздового життя виводка. Пташенята, що залишилися без самки, можуть бути прийняті в іншій виводок. Розмір виводка до моменту підйому молодих на крило становить 1-12 птахів, у середньому, залежно від району гніздування і умов року.